# Comuna Cervenia, Teleorman
Cervenia este o comună în județul Teleorman, Muntenia, România, formată numai din satul de reședință cu același nume.

## Așezare
Comuna este situată în partea estică a județului Teleorman, pe malul stâng al râului Vedea, la distanțe medii față de trei orașe învecinate: la 20 de km, față de municipiul Alexandria, la 35 de km, față de orașul Zimnicea și la 60 de km de municipiul Giurgiu. Principala cale de acces care traversează comuna de la nord-vest la sud-est este DJ506.

## Istorie
La sfârșitul secolului al XIX-lea, comuna făcea parte din plasa Marginea a județului Teleorman, având în componență decât satul Cervenia, cu o populație de 2227 de locuitori. În comună exista doar o școală cu 28 de elevi și o biserică.
Anuarul Socec din 1925 consemnează comuna în plasa Zimnicea a aceluiași județ și cu o populație de 3468 de locuitori.
În anul 1950, comuna a trecut în administrația raionului Zimnicea al regiunii Teleorman, raion care, doi ani mai târziu, a fost inclus în regiunea București.
În anul 1968, comuna a trecut la județul Teleorman în structura actuală.

## Demografie
Componența etnică a comunei Cervenia
     Români (87,53%)
     Romi (1,37%)
     Alte etnii (11,1%)
Componența confesională a comunei Cervenia
     Ortodocși (79%)
     Adventiști (8,12%)
     Alte religii (1,57%)
     Necunoscută (11,31%)
Conform recensământului efectuat în 2021, populația comunei Cervenia se ridică la 2.414 locuitori, în scădere față de recensământul anterior din 2011, când fuseseră înregistrați 3.190 de locuitori. Majoritatea locuitorilor sunt români (87,53%), cu o minoritate de romi (1,37%). Din punct de vedere confesional, majoritatea locuitorilor sunt ortodocși (79%), cu o minoritate de adventiști (8,12%), iar pentru 11,31% nu se cunoaște apartenența confesională.

## Politică și administrație
Comuna Cervenia este administrată de un primar și un consiliu local compus din 11 consilieri. Primarul, Doru-Marius Slobozeanu[*], de la Partidul Social Democrat, este în funcție din octombrie 2020. Începând cu alegerile locale din 2024, consiliul local are următoarea componență pe partide politice:
|  | Partid                          | Consilieri | Componența Consiliului | Componența Consiliului | Componența Consiliului | Componența Consiliului | Componența Consiliului | Componența Consiliului |
|  | ------------------------------- | ---------- | ---------------------- | ---------------------- | ---------------------- | ---------------------- | ---------------------- | ---------------------- |
|  | Partidul Social Democrat        | 6          |                        |                        |                        |                        |                        |                        |
|  | Alianța pentru Unirea Românilor | 5          |                        |                        |                        |                        |                        |                        |

## Personalități
- Sandu D. Barbu (n. 1 iulie 1932), inginer, scriitor
- Niculae Cerveni (n. 19 martie 1926 - d. ianuarie 2004), avocat, politician
- Mircea Scarlat (n. 10 aprilie 1951 - d. 18 decembrie 1987), critic literar
- Tudora (Doina) Bârcă (n. 4 octombrie 1953), poetă